# Ranger (militare)

Ranger Tab dell'U.S. Army

In ambito militare un ranger è un appartenente alla fanteria leggera, specializzato in attività come raid, imboscate, interdizioni d'area, svolte in condizioni non permissive. È addestrato al combattimento nei centri abitati, al combattimento e movimento in alta montagna, in ambiente sia innevato che estivo; è capace di operare su roccia e su sci, è addestrato all'aviotrasporto, al combattimento e sopravvivenza in ambiente anfibio.

## Storia

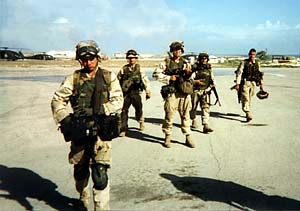
Rangers americani del 75th Ranger Regiment

A definire questa qualifica sono stati gli Stati Uniti, che crearono un reparto di intervento rapido che affrontasse per primo il nemico. Sono famosi per lo sbarco a Omaha Beach in Normandia il 6 giugno 1944; il grido di un generale che diede l'ordine "Rangers, lead the way (Ranger, fate strada)" è diventato lo slogan del corpo.
Solo dal 1983, però, dall'operazione a Grenada, gli uomini hanno avuto l'opportunità di conseguire il brevetto di ranger per indossare una Ranger Tab. Fino a poco tempo fa erano gli unici dell'esercito USA a poter portare il basco nero; da quando il basco nero è stato assegnato a tutto il personale dello U.S. Army, il 75th Reggimento Ranger (da non confondere con la Ranger School e la relativa qualifica di ranger) ha adottato il basco color sabbia. 

### Italia

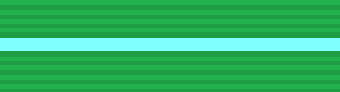
Nastrino di ranger dell'Esercito italiano

Storicamente in Italia nella seconda guerra mondiale reparti d'élite degli alpini furono utilizzati per operazioni speciali in montagna, con il Battaglione alpini sciatori "Monte Cervino". Ricostituito nel 1996 come Battaglione alpini paracadutisti "Monte Cervino", nel 1999 ricevette la qualifica "ranger". Nel 2004 è divenuto 4º Reggimento alpini paracadutisti. Il ranger italiano deve quindi essere alpino e avere il brevetto di paracadutista militare.
L’iter per ricevere il brevetto di Ranger si compone di tre fasi: selettiva, formativa comune e formativa di specializzazione ranger. Dal 2018 i ranger fanno parte delle Forze speciali italiane.
Nell'Arma dei Carabinieri sono attivi lo squadrone eliportato carabinieri cacciatori "Puglia", lo squadrone eliportato carabinieri cacciatori "Calabria", lo squadrone eliportato carabinieri cacciatori "Sicilia" e lo squadrone eliportato carabinieri cacciatori "Sardegna", che conducono operazioni in condizioni non permissive e di alta montagna, tuttavia gli operatori di tali reparti non dispongono della qualifica di "ranger", rimanendo più una condizione de facto.

## Reparti

### Nelle forze armate contemporanee

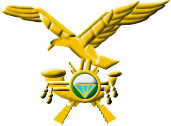
Fregio dei ranger del 4° Rgt Alpini Paracadutisti

- 4º Reggimento alpini paracadutisti, reggimento d'élite dell'Esercito italiano;
- Squadroni eliportati carabinieri cacciatori "Calabria", "Puglia", "Sicilia" e "Sardegna" dell'Arma dei Carabinieri"
- United States Army Rangers - corpo d'élite dello United States Army
  - 75th Ranger Regiment – reggimento aviotrasportato dello United States Army Special Operations
- Irish Army Ranger Wing – corpo d'élite delle Irish Defence Forces.
- Special forces support group (SFSG) – corpo d'elite delle British armed forces.
- Sarawak Rangers – reparto militare in servizio nel Regno di Sarawak fino al 1862; dal 1963 Royal Ranger Regiment, parte dell'Esercito della Malesia.

### Reparti storici
- Battaglione alpini sciatori "Monte Cervino" del Regio Esercito durante la prima e seconda guerre mondiali, soprannominato Diavoli bianchi
- Butler's Rangers – reggimento dell'esercito britannico durante la guerra d'indipendenza americana.
- Connaught Rangers – reggimento dell'esercito britannico durante la guerra di Crimea.
- Rogers' Rangers – compagnia indipendente aggregata all'esercito britannico durante la guerra franco-indiana.